# Indra

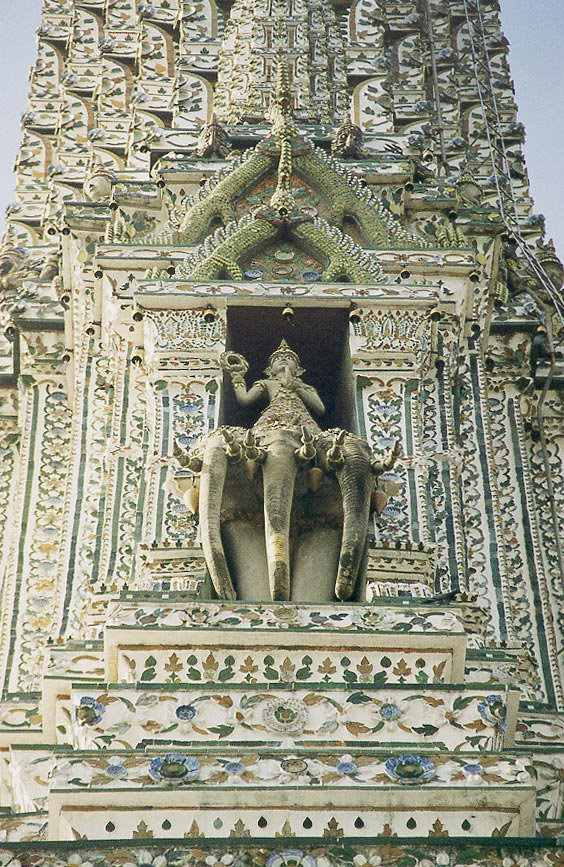
Indra på Wat Arun.

Indra är en av de viktigaste gudarna i indisk mytologi och i forniransk mytologi. Han tillhör de så kallade vediska gudarna.
Indra var en krigargud som var den starkaste och den störste krigaren av alla och han hade bland annat förmågan att återuppliva krigare som fallit i strid. Han beskyddade människorna och gudarna från ondska och han höll demonerna i schack. Liksom många andra mäktiga gudar var även Indra ursprungligen en stormgud som förknippades med åskan och sades förgöra monster (i första hand Vritra) och färdas över himlen i en gyllene vagn, dragen av tiotusen hästar. Indra tillbads också som regngud. Han beskrivs som rödhårig och avbildas med antingen två eller fyra armar. Allt detta sammantaget gör att han troligen har samma mytologiska ursprung som Tor i nordisk mytologi (se Urindoeuropéer). Förutom dessa likheter med Tor som åskgud så hade Indra en klubba (vajra) som han framkallade blixtar med. Han framställs ofta ridande på en stor vit elefant (Airavata). Förutom dessa kännetecken som nämnts känns Indra igen på att han bär med sig en krok, en snäcka, ett svärd, en snara och en regnbåge.
Berättelsen om när Indra dräpte Vritra är central i den vediska skapelseberättelsen och religionen då Indra efter slaget organiserade gudavärlden, frigjorde solen och vattnet och separerade ljus från mörker. På så vis blev han även fruktbarhets- och skapelsegud. Att detta slag vanns av Indra har gjort honom till en hjälte bland folket och gudarna valde honom till kung över gudarna. 
Indra höll till i sin himmel Svarga vars moln omger det heliga berget Meru, till Svarga kom alla krigare efter sin död. I Svarga härskade Indra tillsammans med sin hustru Indrani. Han förknippas också med gudomliga rusdrycken soma som han stärkte sig med inför strider. 
Under och efter den brahmanistiska tiden har Indra förlorat mycket av sin storhet och betydelse. Istället är det Shiva och Vishnu som har blivit de viktigaste gudarna. Om man läser senare versioner av Indras strid mot Vritra porträtteras han som hämndlysten och feg, och han behövde Shiva och Vishnus hjälp för att besegra Vritra.
Så småningom fick Indra rollen som vädergud och härskare över de mindre betydelsefulla gudarna.